# Ellipanthus glabrifolius
Ellipanthus glabrifolius är en tvåhjärtbladig växtart som beskrevs av Elmer Drew Merrill. Ellipanthus glabrifolius ingår i släktet Ellipanthus och familjen Connaraceae. Inga underarter finns listade i Catalogue of Life.